# Friedrich III. von Ortenburg
Friedrich Graf von Ortenburg (auch: Ortenberg; † 4. August 1239) war erst von 1227 bis 1231 Propst des Klosters Reichersberg und als Friedrich III. von 1231 bis 1239 Propst des Klosterstifts Berchtesgaden.

## Leben und Wirken
Vor seiner Wahl zum Propst des Klosterstifts Berchtesgaden verwaltete er das Kloster Reichersberg und galt als „verständiger, an den Höfen sehr geachteter Mann“. Dass einer wie er Propst in Berchtesgaden werden wollte, zeigte das bereits gewachsene Ansehen der Klosterstifts.
Seit 1231 Stiftspropst von Berchtesgaden profitierte er von dem 1156 ausgestellten „Freiheitsbrief“ des Kaisers Friedrich Barbarossa, der dem Berchtesgadener Klosterstift die Forsthoheit gewährte, sowie von der eigenmächtigen Erweiterung dieser „Goldenen Bulle“ im Jahr 1180 durch seinen Vorgänger Propst Friedrich I. um die Schürffreiheit auf Salz und Metall. Dank der seit 1194 gültigen „Magna Charta der Berchtesgadener Landeshoheit“ vermochte er zudem als Landes- und Gerichtsherr nicht nur die niedere, sondern auch die hohe Gerichtsbarkeit auszuüben. Und seit 1209 war den Berchtesgadener Pröpsten durch Papst Innozenz III. das Recht der freien Jurisdiktion über alle Laien innerhalb des päpstlichen Immunitätsgebietes bestätigt worden. Das Verhandlungsgeschick seines Vorvorgängers Friedrich II. konnte zwar nicht verhindern, dass die Domherren ab 1211 zu beiden Seiten der Berchtesgadener Ache bis Schellenberg Holz zum Salzsieden schlagen durften, doch immerhin wurden die Eigentumsrechte insofern gewahrt, als das Salzburger Domkapitel dafür jährlich zwei Goldstücke, der Erzbischof selbst ein Talent an das Stift Berchtesgaden zu entrichten hatten.
Während Ortenburgs Regentschaft kam es 1235 zu einem Embargo durch den österreichischen Herzog Friedrich den Streitbaren, der die Ausfuhr von Wein und Lebensmitteln nach Bayern und Salzburg unterbunden hatte. Doch das traf Berchtesgaden nur wenig, da es von anderer Seite damit versorgt wurde. 1237 erwirkte er beim Herzog denn auch wieder freie Einfuhr dieser Güter nach Berchtesgaden. 1236 kam es zudem zwischen dem Salzburger Domkapitel und Berchtesgaden zu einer Übereinkunft hinsichtlich der „Zuheurathung ihrer Eigenleute“, d. h. die jeweiligen Untertanen durften nun auch ohne weitere Anfrage bei der Herrschaft innerhalb dieser beiden Territorien nach Ehepartnern Ausschau halten.

## Familie
Vermutlich war sein Vater Rapoto II. von Ortenburg. Laut Joseph Ernst von Koch-Sternfeld wäre seine Mutter dessen zweite Ehefrau, nämlich Mechthild von Wittelsbach, Tochter des Otto von Wittelsbach. Friedrich Hausmann hingegen widerspricht der These einer zweiten Ehe Rapotos II. Auch eine Vaterschaft bzw. verwandtschaftliche Beziehung zwischen Rapoto II. und Friedrich III. konnte Hausmann nicht belegen. Bei einer möglichen Vaterschaft Rapotos II., ergäben sich folgende verwandtschaftlichen Beziehungen Friedrich III.:
Rapoto II. war mit Udilhild, Tochter des Grafen Albert von Dillingen verheiratet. Aus dieser Ehe entstammen folgende Kinder:
- Rapoto III. († 4. Juni 1248), Pfalzgraf von Bayern, Graf zu Ortenburg und Kraiburg ⚭ Adelheid, Gräfin von Zollern, Tochter des Burggrafen Konrad von Zollern
- Elisabeth († 29. Dezember 1274) ⚭ Friedrich II., Landgraf von Leuchtenberg (Sohn: Friedrich III. von Leuchtenberg, Gebhard V.)
- NN Tochter Rapotos, ⚭ Ludwig IV., Graf von Oettingen
- Friedrich († 4. August 1239) als Friedrich III. von 1231 bis 1239 Propst des Klosterstifts Berchtesgaden

## Posthume Würdigung
Der Schriftsteller Ludwig Ganghofer setzte Propst Friedrich III. von Ortenburg  in seinem 1899 erschienenen Roman Das Gotteslehen ein literarisches Denkmal.